# Ostrivea, Șațk
Ostrivea (în ucraineană Острів`я) este un sat în comuna Pișcea din raionul Șațk, regiunea Volînia, Ucraina.

## Demografie
Componența lingvistică a localității Ostrivea
     Ucraineană (98,48%)
     Rusă (1,14%)
     Alte limbi (0,38%)
Conform recensământului din 2001, majoritatea populației localității Ostrivea era vorbitoare de ucraineană (98,48%), existând în minoritate și vorbitori de rusă (1,14%).